# 1884
1884. је била проста година.

## Догађаји

### Јануар
- 30. јануар — Марко Т. Леко постаје члан Српског ученог друштва.

### Март
- 21. март — У Француској легализовани синдикати.

### Август
- 3. август — Завршен је железнички мост у Београду на реци Сави, а наредног месеца пуштена је у саобраћај пруга Земун-Београд. Мост је разаран у оба светска рата и потом обнављан.
- 30. август —
  - Википедија:Непознат датум — Завршио се мандат Јовану Радановићу а почео Стевану Пеци Поповићу као градоначелнику Новог Сада
  - Википедија:Непознат датум — Након четири године градње, свечано је отворена зграда Београдске железничке станице са које је у наредним данима кренуо први воз тек изграђеном пругом Београд-Ниш.

### Септембар
- 3. септембар — Из Београда је кренуо први путнички воз на прузи Београд-Ниш, првој у Србији.
- 15. септембар — Први воз прошао кроз Смедеревску Паланку

### Октобар
- 13. октобар — Лондонска четврт Гринич установљена као универзалан, нулти меридијан, од ког се рачунају географске дужине и временске зоне на Земљи.

### Новембар
- 4. новембар — На председничким изборима у САД, кандидат Демократске странке, Гровер Кливленд, победио је кандидата Републиканске странке, Џејмса Блејна.
- 8. новембар — Димитрије Павловић изабран за епископа нишког.

### Непознат датум
- Википедија:Непознат датум — У Француској је основано Централно друштво за побољшање раса паса.
- Википедија:Непознат датум — Сванте Аренијус описао у докторској дисертацији на Универзитету у Упсали механизам кретања честица према катоди или аноди.
- Википедија:Непознат датум — Стеван Стојановић Мокрањац наставља своје студије у Риму које је привремено прекинуо годину дана раније.
- Википедија:Непознат датум — Никодим Милаш издаје једно од својих важнијих дела Крмчија Савинска.
- Википедија:Непознат датум — Пореска реформа из 1884. године у Краљевини Србији.

## Рођења

### Март
- 8. март — Херман Вендел, немачки политичар и историчар. (†1936)
- 13. март — Ђуро Басаричек, хрватски политичар. (†1928)

### Мај
- 8. мај — Хари Труман, 33. председник САД. (†1972)

### Јун
- 14. јун — Михајло Петровић, српски пилот. (†1913)
- 16. јун — Милутин Ускоковић, српски књижевник. (†1915)
- 18. јун — Едуар Даладје, француски политичар. (†1970)
- 21. јун — Клод Окинлек, британски фелдмаршал
- 30. јун — Франц Халдер, немачки генерал

### Јул
- 12. јул — Амедео Модиљани, италијански сликар. (†1920)
- 21. јул — Иван Ђаја, српски биолог и физиолог. (†1957)

### Август
- 4. август — Анри Корне, француски бициклиста. (†1941).
- 20. август — Рудолф Бултман, немачки теолог. (†1976)

### Септембар
- 6. септембар — Секула Дрљевић, црногорски правник и политичар. (†1945)
- 24. септембар — Мустафа Исмет Инени, турски политичар. (†1973)
- 24. септембар — Гистав Гаригу, француски бициклиста. (†1963).

### Октобар
- 8. октобар — Валтер фон Рајхенау, немачки фелдмаршал
- 11. октобар — Еленор Рузвелт, америчка политичарка. (†1962)

### Новембар
- 1. новембар — Албер Лондр, француски писац и новинар. (†1932)
- 23. новембар — Смаил-ага Ћемаловић, председник мостарске општине и новинар. (†1945)

### Децембар
- 30. децембар — Хидеки Тоџо, јапански генерал и политичар

## Смрти

### Јануар
- 6. јануар — Грегор Мендел, чешки свештеник и ботаничар. (*1822)

### Април
- 14. април — Висарион Љубиша, епископ СПЦ. (*1823)

### Мај
- 12. мај — Беджих Сметана, чешки композитор и диригент. (*1824)

### Јун
- 10. јул — Пол Морфи, амерички шаховски велемајстор. (*1837)

### Август
- 8. август — Мирослав Тирш, чешки доктор филозофије и оснивач соколског покрета (*1832)